# Kovács Miklós (püspök)
Kovács Miklós (Csíkverebes, 1769. január 16. – Kolozsvár, 1852. október 15.) erdélyi római katolikus püspök.

## Élete

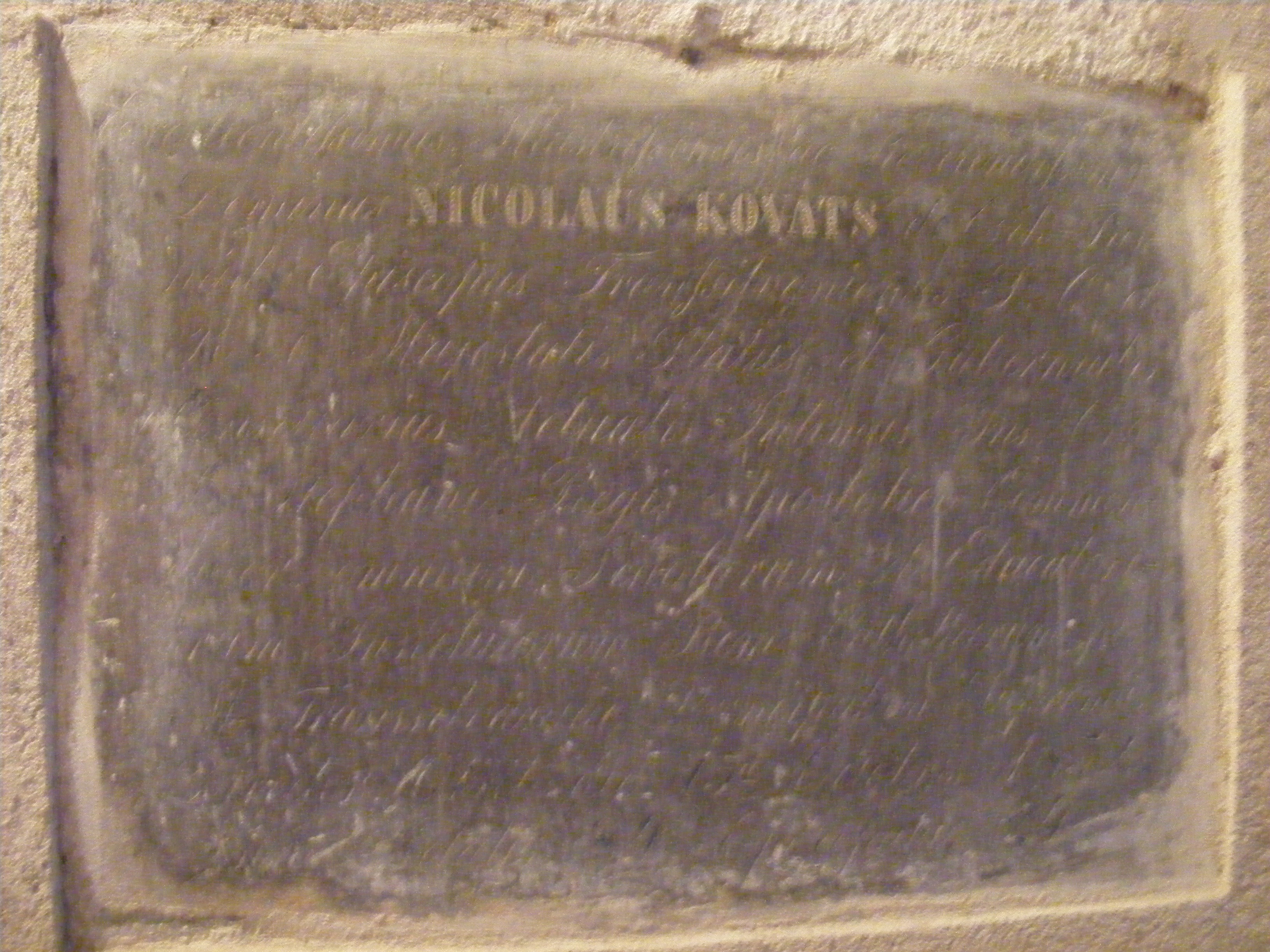
Sírja a gyulafehérvári érseki székesegyház kriptájában.

Bölcseleti és jogi tanulmányait Kolozsváron végezte; innen Nagyváradra ment, ahol a növendékpapok közé lépett. 1794-ben áldozópappá szentelték föl; később a nagyváradi növendékpapok gyóntatója, hitszónoka s hittanára lett. Bihar vármegye megválasztotta táblabírájának, 1814-ben kanonokká nevezték ki. 1822-ben a pozsonyi országgyűlésen mint a nagyváradi káptalan követe lépett föl és több küldöttségnél mint szónok szerepelt. 1824-ben prépost és debreceni plébános, 1827. május 24-én erdélyi püspök lett; nemsokára valóságos belső titkos állami s erdélyi főkormányszéki tanácsosnak, a könyvvizsgáló bizottság elnökének és az erdélyi katolikus iskolák és intézetek főigazgatójának nevezték ki.
Különösen kitűnt nemes célokra tett adományaival, amelyek 1847-ig 157 250 forintot tettek ki; többek közt az Erdélyi Múzeumra 12 500 forintot, a Magyar Tudományos Akadémia részére 100 aranyat adott; a később, leginkább az erdélyi szabadságharc alatt elpusztult templomok és intézetek felépítésére adott összeg a 150 000 forintot meghaladja. Érdemeiért 1847-ben V. Ferdinánd királytól a Szent István-rend középkeresztjét nyerte.
Színes arcképe

## Művei
- Ad clerum populumque occasione solemnis suae inaugurationis Albo Carolinae anno 1828, die 16. Aprilis. Claudiopoli
- Literae pastorales in negotio mixtorum matrimoniorum ad clerum suae dioecesis dimissae 1841 (Fasciculi Ecclesiastici 1842. II. 233. l.)